# Ruffle (software)
Ruffle es un emulador para archivos SWF. Ruffle es con licencia libre y se desarrolló abiertamente en GitHub.
Tras la desaprobación y desactivación de Adobe Flash Player, algunos sitios web adoptaron Ruffle para que los usuarios pudieran seguir viendo e interactuando con contenido Flash antiguo.

## Características
Ruffle está escrito en el Lenguaje de programación Rust, con un cliente de escritorio y un cliente web. Los autores de sitios web pueden cargar Ruffle usando JavaScript o los usuarios pueden instalar una extensión de navegador que funcione en cualquier sitio web.
El cliente web depende de que Rust se compile en WebAssembly, lo que le permite ejecutarse dentro de un sandbox, una mejora significativa en comparación con Flash Player, que tenía una multitud de problemas de seguridad. El propio lenguaje Rust protege contra los problemas comunes de seguridad de la memoria que sufría Flash Player, como use after free o desbordamientos de búfer.
El cliente de escritorio utiliza una interfaz de línea de comandos para abrir archivos SWF, con una interfaz gráfica de usuario completa planeada para el futuro. Las descargas están disponibles para Windows, macOS y Linux.
A partir de abril de 2023, Ruffle admite principalmente contenido Flash antiguo, que usa ActionScript 1.0 y 2.0, con el 95 % del lenguaje y el 79 % de la API implementados. También admite ActionScript 3.0 (el soporte es de aproximadamente el 90 % del lenguaje y el 76 % de la API). Bleeping Computer informó que todos los juegos SWF que probaron en febrero de 2021 "funcionaron sin problemas".

## Historia

### Fondo
Adobe anunció en 2017 que dejaría de admitir Flash Player el 1 de enero de 2021, fomentando el uso de HTML5 en su lugar. Ese mismo año, The New York Times comenzó a trabajar en el archivo de contenido web antiguo para que los lectores pudieran ver las páginas web tal como se publicaron originalmente, y ahora usa Ruffle para contenido Flash antiguo.
Adobe comenzó a bloquear el uso de Flash Player el 12 de enero de 2021 mediante un interruptor de apagado. Varios sitios web, incluidos los gubernamentales y educativos, no estaban preparados para el cierre y dejaron de funcionar.

### Ruffle
Mike Welsh, que trabajó en Newgrounds hasta 2012, trabajó anteriormente en un proyecto de código abierto llamado Swivel para archivar contenido Flash en videos.
En 2016, Welsh inició un proyecto llamado Fluster. Más tarde renombrado como Ruffle, este proyecto se transformaría en un emulador de Flash Player escrito en Rust, con un escritorio y un cliente web.

## Sitios que usan Ruffle
Entre 2019 y 2020, algunos sitios web anunciaron que utilizarían Ruffle.
El fundador de Newgrounds, Tom Fulp dijo que se dieron cuenta de que "el final de Flash estaba llegando" en 2010, pero no sabían cuándo. En 2019, Newgrounds anunció que estaba patrocinando el desarrollo de Ruffle, y lo usaría para todo el contenido Flash, comenzando con animaciones y luego con juegos interactivos. El cambio permitió a Newgrounds ofrecer algunos juegos táctiles en dispositivos móviles por primera vez. Fulp dijo a The Washington Post: "Hemos estado integrando Ruffle con el sitio y hasta ahora, la mayoría del contenido [en Newgrounds] de antes de 2007 se está ejecutando con Ruffle".
En 2020, Coolmath Games anunció que usaría tecnologías como Ruffle para hacer que el contenido Flash sea reproducible.
En noviembre de 2020, Internet Archive anunció que usará Ruffle para preservar juegos y animaciones Flash. Jason Scott, archivista de Internet Archive, dijo: "Busqué agregarlo al sistema de Internet Archive, y tardé menos de un día y medio porque estaba muy bien hecho".
En diciembre de 2020, Armor Games anunció que Ruffle había sido elegido como su reproductor para contenido Flash.
Homestar Runner también ha anunciado la implementación de Ruffle para sus dibujos animados y juegos. Aunque ciertos elementos del sitio web en sí no son compatibles actualmente con el emulador, la mayor parte del contenido del sitio se ha desplazado a la contención dentro de una ventana de Ruffle como mínimo. Además del sitio web oficial, este cambio también se anunció de manera suave a través de la cuenta de Twitter de Strong Bad.